# 'Till I Collapse
 'Till I Collapse is een nummer van de Amerikaanse rapper Eminem, afkomstig van zijn Grammy-genomineerde studioalbum The Eminem Show (2002). Het nummer wordt ondersteund door vocals van de rapper Nate Dogg. Het nummer werd nooit uitgebracht als fysieke single, maar kwam regelmatig in de hitlijsten tevoorschijn, vooral na het uitbrengen van een nieuw album. Voor de film 8 Mile rapte 50 Cent een freestyle-versie van dit nummer.
In het tweede couplet rapt Eminem over verschillende rappers, die volgens hem het beste zijn in de muziekindustrie. De lijst, in aflopende volgorde, bestaat uit Redman, Jay-Z, Tupac Shakur, The Notorious B.I.G., André 3000, Jadakiss, Kurupt, Nas en ten slotte zichzelf.

## Hitlijsten
| Hitlijst(2006)   | Hoogste positie |
| ---------------- | --------------- |
| UK Singles Chart | 192             |
| Hitlijst(2009)   | Hoogste positie |
| UK Singles Chart | 73              |